# D5-ös autópálya (Csehország)

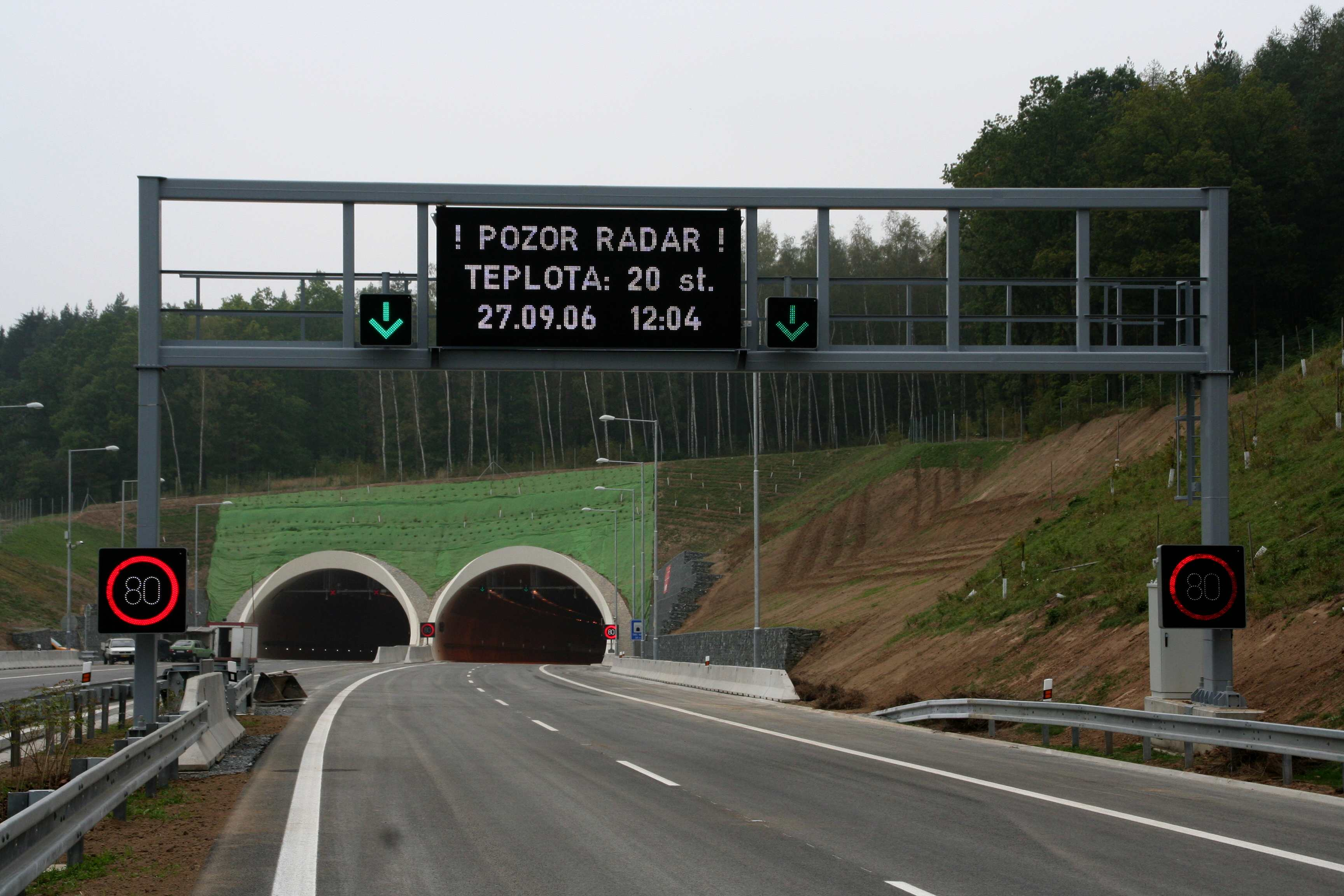
Valík alagút

A D5-ös autópálya (Via Carolina), Prágát köti össze Plzeň-nel és Rozvadovnál (a cseh-német határnál) kapcsolódik, az A6-os német autópályához.
A D5-ös Nyugat-Csehország legjelentősebb és egyben legforgalmasabb útja is és ez a legfontosabb közlekedési kapocs a nyugati államokkal. Teljes, 151 km-es hosszában elkészült. 
Az autópálya része az E50-es európai autóútnak

## Története
Az autópálya tervei már 1939-ben készen álltak, építéséhez azonban csak 1976-ban fogtak hozzá. A Prágától Vrážig tartó szakaszt 1984-ben nyitották meg, majd folyamatosan adtak át kisebb szakaszokat. 1995-re a D5-ös autópálya elérte Plzeňt, majd a várostól nyugatra folytatták az építkezést. A német határt 1997-ben érték el.
A plzeňi elkerülő szakaszt teljes hosszában 2006-ban adták át, a 390 m hosszú Valík alagúttal és a 445 m hosszú Úhlava-híddal.